# Хуаян
Хуайен или Школата на цветния венец (кит. език), също Кегон (яп. език), е школа в махаяна будизма.
Пръв учител в тази школа е китайският мистик Душун, VI век. Основава се върху коментари на „Сутрата на цветния венец“. Светът бил представен с аналогия на мрежата от скъпоценности на Индра.

## Според мита в небесата на Индра съществува чудна мрежа, изтъкана от прочут майстор. Тя се разпростира по всички посоки до безкрай. По вкуса на боговете, майсторът вплел във всяка бримка на мрежата по един скъпоценен камък. Тъй като мрежата била безкрайна, безчет били и тези скъпоценни камъни-очи. Те сияели като звезди и създавали чудна гледка. Нещо повече, върху полираната повърхност на всеки от скъпоценните камъни като в огледало се отразявали всички останали.
В света на Хуайен образът на мрежата от скъпоценности символизира Космоса, в който съществува безкрайна взаимозависимост. Всеки индивид е идентичен с другите (като част от цялото), едновременно е причина и следствие от другите. Това, което наричаме съществуване, е съставено от безкрайно множество от тела на отделните същества, които се поддържат едно друго. Така Космосът е самопораждащ, самоподдържащ и самоопределящ се организъм, наречен Вселена на взаимна зависимост.
През VII век третият учител от тази школа Фацан изказва съждението, че за да съществува човекът, той се нуждае от всички останали същества. Нищо не съществува само по себе си. За да бъде това, което е, всяко нещо се нуждае от всички останали. Съществуването е единно, няма нещо, което да не е в него. В този смисъл ние се самозалъгваме, че животът трябва да бъде само щастие и успех, без нещастие и неуспех, затова сме още по-нещастни.